# Kaduagung Timur
Kaduagung Timur is een bestuurslaag in het regentschap Lebak van de provincie Banten, Indonesië. Kaduagung Timur telt 7630 inwoners (volkstelling 2010).